# USS Akron (ZRS-4)
А́крон (Э́крон) (ZRS-4) (англ. USS Akron (ZRS-4)) — жёсткий дирижабль-авианосец Военно-морских сил США первой трети 1930-х годов, один из крупнейших дирижаблей в мире (по объёму уступал цеппелину «Гинденбург» приблизительно на 3%). Разрабатывался для ведения дальней морской разведки. Номинально мог нести до пяти небольших самолётов, служивших для выполнения разведывательных полётов и защиты дирижабля (фактически брал на борт не более трёх самолётов). В 1933 году потерпел крушение в Атлантическом океане, в результате которого погибли 73 из находившихся на борту 76-и человек. По числу жертв эта катастрофа стала самым тяжёлым происшествием за всю историю воздухоплавания. «Акрон» и однотипный дирижабль «Мейкон» (USS Macon (ZRS-5)) являлись самыми большими в мире, наполненными гелием, дирижаблями.

## Конструкция и испытания

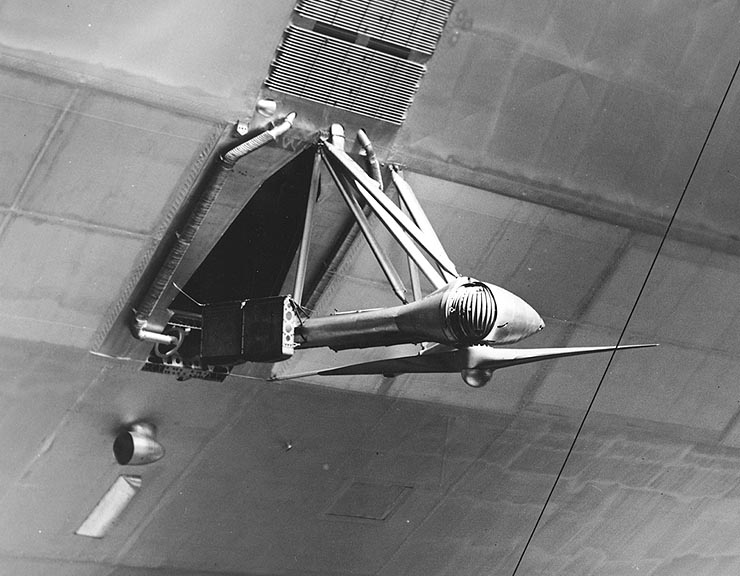
Один из воздушных винтов «Акрона» в горизонтальном положении

Постройка дирижабля началась 31 октября 1929 года, в городе Акрон, штат Огайо, корпорацией «Гудьир-Цеппелин Корпорэйшн». 7 ноября 1929 года, контр-адмирал Уильям А. Моффетт, директор Бюро аэронавтики ВМС США, забил «золотую заклёпку» в первое главное кольцо дирижабля. Строительство секций корпуса началось в марте 1930 года. 10 мая 1930 года, министр военно-морских сил Чарлз Фрэнсис Адамс, назвал дирижабль «Акрон» — в честь города его постройки, и заместитель министра Эрнест Ли Янкэ официально объявил это имя четыре дня спустя, 14 мая 1930 года.
8 августа 1931 года, «Акрон» был запущен (поднят с пола ангара) и благословлен миссис Лу Генри Гувер, женой президента Соединённых Штатов Америки, Герберта Гувера. «Акрон» выполнил первый полёт вечером 23 сентября 1931 года, облетев вокруг города Кливленда, штат Огайо, с министром ВМС Адамсом и контр-адмиралом Моффеттом на борту. Дирижабль выполнил ещё восемь вылетов, в основном вокруг озера Эри, но также достигая Детройта (штат Мичиган), Милуоки (штат Висконсин), Форт-Уэйна (штат Индиана) и Колумбуса (штат Огайо) — перед перелётом на станцию назначения, военно-воздушную базу ВМС в городе Лэйкхерст, штат Нью-Джерси, где он был принят на вооружение в день ВМС США, 27 октября 1931 года, под командой лейтенанта-коммандера Чарльза Е. Розендала.

## Первый вылет в составе флота
2 ноября 1931 года, «Акрон» вышел в свой первый полёт как боевой дирижабль ВМС Соединённых Штатов, он прошёл по восточному побережью США до Вашингтона. В течение нескольких последующих недель дирижабль набрал 300 часов в воздухе в серии полётов. Одним из вылетов был 46-часовой полёт на выносливость, прошедший до города Мобил, штат Алабама, и обратно. Обратный полёт прошёл по долинам рек Миссисипи и Огайо.

## Участие в учениях разведки

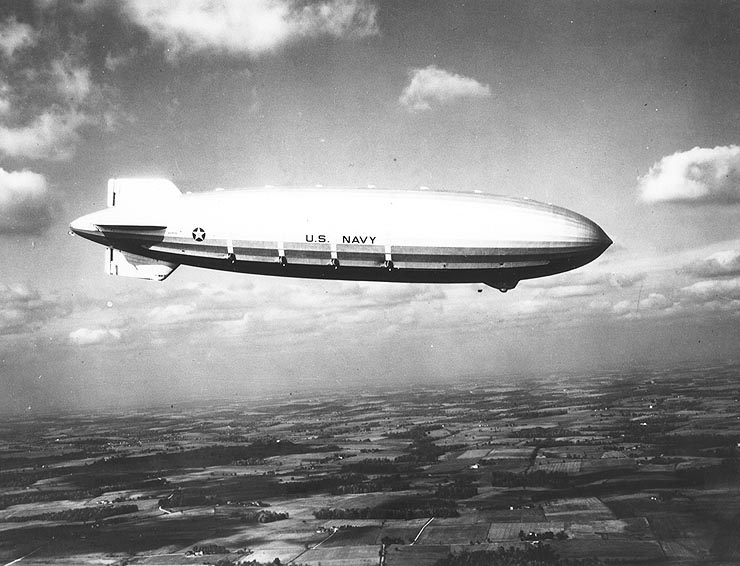
«Акрон» в полёте, ноябрь 1931 года

Утром 9 января 1932 года «Акрон» вылетел из Лэйкхёрста для проведения совместных учений с Разведывательным Флотом по обнаружению противника. Задачей дирижабля было обнаружить группу эсминцев, следовавших курсом на залив Гуантанамо. После обнаружения «противника» «Акрону» предстояло следовать за ним и передавать данные по его передвижению. 10 января в 7 часов 21 минуту дирижабль пересёк линию берега в районе Северной Каролины и полетел в южном направлении. Из-за плохой погоды экипаж дирижабля не смог обнаружить эсминцы (он пролетел над ними в 12 часов 40 минут, при этом сам он был замечен экипажами кораблей), но продолжил полёт, к вечеру повернув в сторону Багамских Островов. Двигаясь на северо-запад весь вечер, незадолго до полуночи «Акрон» поменял курс и направился на юго-восток. В конце концов, 11 января в 9 часов 8 минут, «Акрону» удалось обнаружить лёгкий крейсер «Рэлей» (USS Raleigh (CL-7)) и дюжину эсминцев на восточном горизонте, и подтвердить их опознание две минуты спустя. Некоторое время спустя дирижабль обнаружил вторую группу эсминцев и был выведен из учения около 10 часов, успешно выполнив задачу, поставленную Разведывательным Флотом.
В своём исследовании «Дирижабли „Акрон“ и „Мейкон“», историк Ричард К. Смит сказал:
«…Принимая во внимание погоду, продолжительность полёта, пройденную дистанцию в более чем 3000 миль, его техническое состояние и зачаточное состояние воздушной навигации в то время, „Акрон“ показал просто замечательные результаты. В 1932 году во всём мире не было военного самолёта, который мог бы провести эту самую операцию из этой самой базы.»

## Авария
«Акрон» должен был принять участие в учебной операции Оперативного соединения XIII, но он не смог этого сделать из-за аварии, которая случилась в Лэйкхёрсте 22 февраля 1932 года. Когда дирижабль выводили из ангара, кормовые швартовы ослабли и порыв ветра ударил хвост дирижабля о землю. Наиболее сильные повреждения получил нижний киль, потребовавший ремонта. Кроме того, ремонта требовали швартовочные проушины, которые вырвало из каркаса фюзеляжа. «Акрон» был допущен к полётам лишь позже этой же весной, и 28 апреля произвёл вылет, продлившийся девять часов, с контр-адмиралом Моффеттом и министром ВМС Адамсом на борту.

## Испытания «корзины наблюдателя»
После возвращения в Лэйкхёрст и высадки важных пассажиров «Акрон» снова поднялся в воздух для проведения испытаний «корзины наблюдателя», что было похоже на фюзеляж малого самолёта, подвешенного под дирижаблем. Эта «корзина» позволяла наблюдателю служить глазами дирижабля, пребывая ниже облаков, когда последний находится над облаками. К счастью, в роли испытателя был мешок с песком, поскольку аппарат оказался «ужасающе нестабильным», неистово раскачиваясь под дирижаблем под перепуганными взглядами экипажа «Акрона». Амплитуда колебаний была настолько велика, что корзина поднималась до «экватора» дирижабля, подвергая его тем самым нешуточной опасности. Хотя позднее конструкцию корзины улучшили, добавив стабилизатор, больше её не использовали.

## Испытания в роли «летающего авианосца»

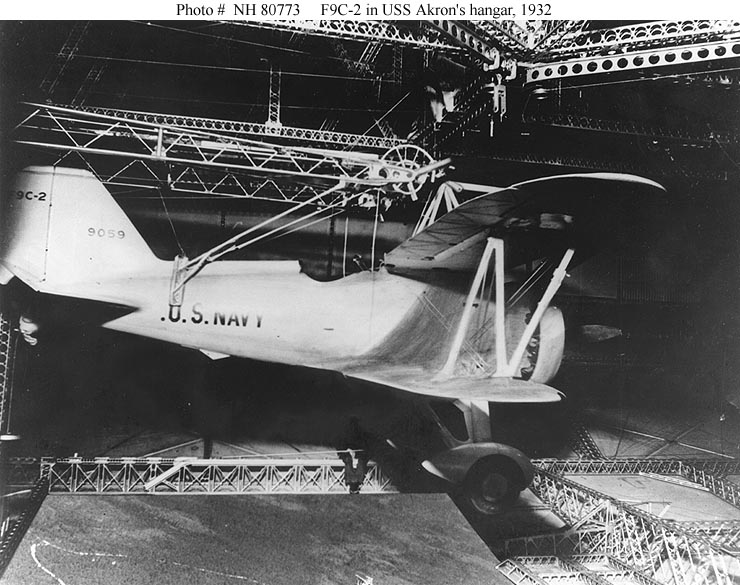
«F9C Спэрроу-хок» в ангаре «Акрона»

«Акрон» и его брат-близнец «Мейкон» (который в этот момент ещё достраивался) рассматривались в качестве потенциальных «летающих авианосцев», несущих «паразитные» истребители для осуществления разведки и прикрытия. 3 мая 1932 года «Акрон» прошёл над побережьем Нью-Джерси с контр-адмиралом Джорджем С. Дэем (George C. Day), президентом Комиссии Учёта и Контроля, на борту, и первый раз испытал установленную для приёма и выпуска самолётов в воздухе «трапецию». Первые исторические «посадки» были выполнены лейтенантами Дэниелом У. Харриганом (Daniel W. Harrigan) и Ховардом Л. Янгом (Howard L. Young), сначала на учебно-тренировочном двухместном Консолидэйтед N2Y (Consolidated N2Y trainer), а потом на прототипе истребителя Кэртис XF9C Спэрроу-хок (Curtiss XF9C Sparrowhawk). На следующий день, «Акрон» провёл ещё один показательный вылет, на этот раз с членами Комитета по делам ВМС палаты представителей США на борту. В этой операции те же лётчики продемонстрировали политикам способность «Акрона» принимать самолёты.

## Перелёт из Лэйкхёрста на западное побережье США

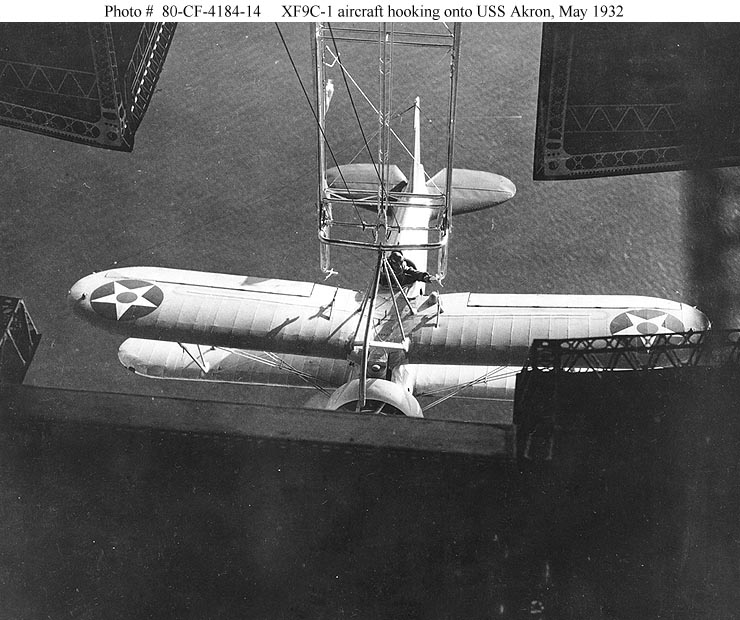
«F9C Спэрроу-хок» удачно прицепился к «трапеции» «Акрона», май 1932 года

После завершения испытательных полётов «Акрон» вылетел из Лэйкхёрста 8 мая 1932 года, и отправился на западное побережье Соединённых Штатов. Дирижабль взял курс на юг, вдоль восточного побережья до штата Джорджия, а оттуда повернул на запад и, пройдя над штатами, примыкающими к Мексиканскому заливу (Флорида, Алабама, Миссисипи, Луизиана), продолжил путешествие через штаты Техас и Аризона. По пути к базе в городе Саннивейл, штат Калифорния, утром 11 мая дирижабль достиг базы ВМС Кэмп Кёрни (Camp Kearny) в округе Сан Диего, Калифорния и предпринял попытку швартовки. Ввиду отсутствия на базе подготовленного наземного персонала и специального снаряжения, нужного для швартовки дирижабля такого размера, посадка получилась очень опасной. К моменту захода на посадку солнце нагрело гелий, увеличив подъёмную силу. За время перелёта дирижабля через континент двигатели сожгли 36 тонн топлива, облегчив его тем самым ещё сильнее. В результате «Акрон» стал неуправляемым.
Чтобы предотвратить «вставание» дирижабля на нос, посадочный трос, сброшенный первым и закреплённый на земле, был обрезан и «Акрон» устремился вверх. Швартовая команда была набрана из матросов-новобранцев с учебной базы ВМС в Сан-Диего. Когда «Акрон» устремился вверх, большинство из них, за исключением четверых,  отпустили посадочные концы. Один матрос отцепился на высоте приблизительно в пять метров и упал вниз, сломав руку. Ещё трое были подняты выше. Двое из них, — помощник авиационного плотника 3-го ранга Роберт Х. Едсол (Robert H. Edsall) и матрос 2 класса Найжэл М. Хентон (Nigel M. Henton), не смогли удержаться на тросах и разбились насмерть. Третий, — матрос С. М. «Бад» Коуарт (C. M. «Bud» Cowart), уцепился за трос и сумел продержаться до момента, когда его подняли на борт «Акрона» час спустя. Несмотря на всё, «Акрон» сумел совершить посадку в Кэмп Кёрни позже этим же днём, и затем продолжил путь в Саннивэйл.

## Полёты на западном побережье
В течение последующих недель «Акрон» проводил «демонстрацию флага» на западном побережье США, добравшись до границы с Канадой на севере, после чего вернулся на юг для ещё одной учебной операции с Разведывательным Флотом. «Акрон», являясь частью сил «Зелёных», должен был обнаружить силы «Белых». Несмотря на противодействие со стороны гидросамолётов Воут O2U Корсар (Vought O2U Corsair), базировавшихся на кораблях «противника», «Акрону» удалось успешно выполнить задачу и обнаружить противника в течение 22-х часов. Этот факт не остался незамеченным при оценке действий участников учений.
Ввиду необходимости ремонта, «Акрон» 11 июля вылетел из Саннивейл и взял курс на Лэйкхёрст. Обратный путь был тяжёл, в основном из-за неблагоприятной погоды. После «тяжёлого и изматывающего» пути он достиг цели 15 июля. «Семьдесят девять уставших мужчин спустились по трапу с кормы кабины управления, они были более чем рады возвращению назад».
«Акрон» провёл некоторое время в ремонте после возвращения с западного побережья и в июле принял участие в поиске яхты «Кёрлью», которая не пришла в порт во время регаты в Бермуде (позднее яхта была обнаружена невредимой у Нантакета). После этого, дирижабль продолжил работу с «трапецией» и самолётами. 20 июля адмирал Моффетт снова поднялся на борт «Акрона», но на следующий день он покинул дирижабль на одном из самолётов N2Y, доставившим его обратно в Лэйкхёрст, так как сильный шторм задерживал возврат дирижабля на базу.
Тем летом «Акрон» вступил в новую фазу его карьеры — углублённые эксперименты с «трапецией» и полным комплектом истребителей «F9C Спэрроу-хок». Ключевым элементом этой новой фазы был новый капитан дирижабля коммандер Алджер Дресел (Alger Dresel).

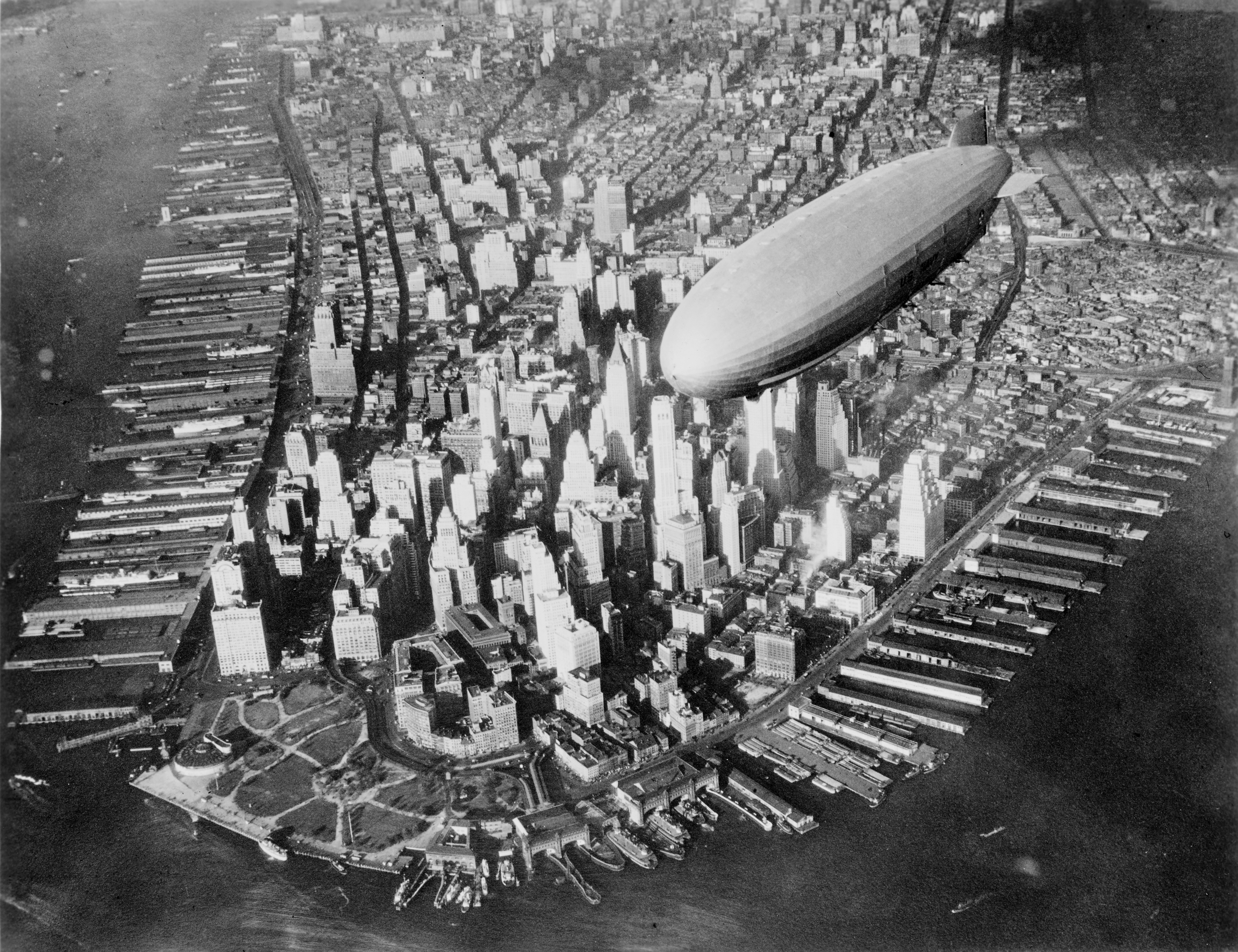
«Акрон» над Нижним Манхэттеном

К несчастью, ещё одна авария прервала испытания. 22 августа хвостовое оперение дирижабля задело балку ангара, после преждевременно отданного приказа на буксировку дирижабля из причального круга. Но несмотря на это, быстрый ремонт позволил «Акрону» провести восемь полётов над Атлантикой в последние три месяца 1932 года. Эти операции включали интенсивную работу самолётов F9C-2 с «трапецией», а также боевые учения наблюдателей и пулемётных расчётов.
Одной из задач испытаний было проведение на борту предполётного обслуживания двух самолётов, осуществлявших патрулирование и разведку по флангам «Акрона». 18 ноября 1932 года в течение семи часов дирижабль и тройка самолётов провели разведку сектора шириной в 100 миль.

## Возвращение во флот
После местных операций в Лэйкхёрст, которые продлились до конца 1932 года, «Акрон» был готов вернуться для службы во флот. 3 января 1933 года, коммандер Фрэнк С. МакКорд (Frank C. McCord) принял командование дирижаблем от коммандера Дресела, который был переведён на дирижабль «Макон» на должность его первого капитана. Буквально в течение нескольких часов после этого события «Акрон» уже был в воздухе, взяв курс на юг вдоль восточного побережья к Флориде. Дирижабль провёл дозаправку на авиабазе Резерва ВМС в городе Опа-Лока, штат Флорида, около Майами, и 4 января направился в залив Гуантанамо, Куба, для инспекции мест базирования. При этом самолёты N2Y-1, базировавшиеся на «Акроне», использовались как воздушное такси, для доставки членов инспекционной комиссии с борта на берег и обратно.
Вскоре после этого «Акрон» возвратился в Лэйкхёрст для местных операций, которые были прерваны двухнедельным плановым ремонтом и обслуживанием, а также плохой погодой. На протяжении мая дирижабль провёл учебные операции с самолётами F9C-2, оттачивая навыки стыковки самолётов к дирижаблю. Во время этих операций «Акрон» перелетел к Вашингтону и 4 марта 1933 года, в день, когда Франклин Д. Рузвельт принимал присягу как президент Соединённых Штатов, выполнил проход над столицей.
11 марта «Акрон» покинул Лэйкхёрст и направился в Панаму. Сделав короткую остановку в Опа-Лока, он направился к Бальбоа, где, по прибытии, инспекционная комиссия провела обследование возможного места для размещения авиационной базы. Возвращаясь на север, дирижабль сделал остановку в Опа-Лока для проведения учений пулемётных расчётов с использованием самолётов N2Y-1 в роли мишеней. 22 марта «Акрон» вылетел в Лэйкхёрст.

## Крушение «Акрона»
Вечером 3 апреля 1933 года «Акрон» поднялся в воздух для выполнения полёта вдоль берега Новой Англии, помогая с калибровкой радиостанций, служащих маяками для радиокомпасов. На борту присутствовали: контр-адмирал Моффетт, коммандер Гарри Б. Сесил (Harry B. Cecil), адъютант адмирала; коммандер Фред Т. Берри (Fred T. Berry), командующий Воздушной Станцией ВМС Лэйкхёрст, подполковник резерва армии Алфред Ф. Мазури (Alfred F. Masury), гость адмирала и вице-президент компании Mack Trucks — большой сторонник гражданского использования жёстких дирижаблей.
Вскоре «Акрон» попал в очень неблагоприятные погодные условия, которые не улучшились к моменту пролёта над маяком Барнегат, Нью-Джерси 3 апреля в 22 часа. Ветер огромной силы беспощадно стегал дирижабль. Курс «Акрона» пролегал через зону, в которой барометрическое давление было ниже, чем в месте взлёта; это привело к тому, что альтиметр показывал высоту полёта бо́льшую, чем она была на самом деле. Вскоре после полуночи 4 апреля дирижабль попал в восходящий поток воздуха, который тут же сменился нисходящим потоком. Капитан дирижабля коммандер Фрэнк МакКорд отдал приказ «полный вперёд и сбросить балласт». Старший помощник лейтенант-коммандер Герберт Уайли (Herbert Wiley), управлявший балластом, сбросил аварийный балласт носовой части. В сочетании с удержанием рулей высоты на подъём это привело к тому, что нос дирижабля стал быстро задираться вверх, а корма пошла вниз. Этими действиями снижение «Акрона» было остановлено лишь временно, нисходящий поток продолжил увлекать дирижабль вниз. Уайли включил 18 сирен системы оповещения — сигнал экипажу занять места по посадочному расписанию. В этот момент дифферент на корму составлял между 12 и 25 градусами. Старший механик озвучил высоту полёта в 240 м (800 футов); сразу же после этого на дирижабль обрушился очень сильный порыв ветра. Рулевой доложил, что дирижабль не слушается руля, кабели управления нижним рулём направления были оборваны. В то время как гондола управления всё ещё была на высоте нескольких сот футов, нижний киль «Акрона» задел поверхность воды и был оторван, после чего дирижабль быстро развалился на части и затонул в штормовом океане. Причиной потери «Акрона» явилась ошибка экипажа, который вывел его в полёт над морем и угодил в сильный шторм. Экипаж немецкого торгового судна «Феб» (Phoebus), находившегося неподалёку, заметил огни, снижающиеся к поверхности океана, около 00:23 и по команде капитана, полагавшего, что он наблюдает крушение самолёта, повернул к месту крушения. В 00:55 4 апреля «Феб» подобрал находившегося без сознания лейтенант-коммандера Герберта В. Уайли, помощника капитана «Акрона». Шлюпка с «Феба» подобрала ещё троих членов экипажа: главного радиста Роберта У. Коплэнда, помощника боцмана второго класса Ричарда Е. Диала и авиационного механика второго класса Муди Е. Ервина. Несмотря на проведение искусственного дыхания, Коплэнд умер, не приходя в сознание.
Немецкие моряки заметили ещё нескольких человек в море, но они не подозревали, что это было за крушение, до тех пор, пока лейтенант-коммандер Уайли не пришёл в сознание спустя полчаса после того, как его подняли на борт. Шлюпки с «Феба» провели ещё пять часов, прочесывая океан в тщетных попытках найти выживших. Мягкий дирижабль J-3 ВМС США был отправлен для помощи в поисках, но сам потерпел крушение, при этом два члена его экипажа погибли.
Катер «Таккер» Береговой охраны США стал первым американским судном, прибывшим на месте крушения в 6 часов утра, приняв на борт выживших с «Акрона» и тело Коплэнда, отпустив немецкий корабль. Несколько других кораблей подключились к поискам: тяжёлый крейсер «Портлэнд», эсминец «Коул», катер Береговой охраны «Мохаве», и эсминцы Береговой охраны «МакДугал» и «Хант», а также два самолёта Береговой охраны. К поискам подключилось рыболовное судно «Грэйс Ф» из Глостера, штат Массачусетс, задействовавшее невод в попытке поднять тела погибших. Большинство, если не все жертвы крушения, утонули или погибли от переохлаждения — экипаж не имел спасательных жилетов и у него не было времени сбросить спасательные плоты. 73 человека погибли и лишь трое спаслись, что сделало гибель «Акрона» крупнейшей по числу жертв авиационной катастрофой на тот день.

## После крушения
Президент Рузвельт сказал: «Потеря „Акрона“ с его экипажем, состоящим из храбрых бойцов и офицеров — это национальное бедствие. Я скорблю вместе с нацией, и особенно с жёнами и семьями погибших мужчин. Можно построить новые дирижабли, но нация не может себе позволить терять таких людей, как контр-адмирал Уильям А. Моффетт и его товарищи. Они погибли, но до конца были верны лучшим традициям Военно-морского Флота Соединённых Штатов». Хотя, впрочем, эксплуатация ведённого за месяц до этого "Мэйкона" продолжалась ещё почти два года, до новой катастрофы.